# Spindasis prospera
Spindasis prospera är en fjärilsart som beskrevs av Toyohi Okada 1946. Spindasis prospera ingår i släktet Spindasis och familjen juvelvingar. Inga underarter finns listade i Catalogue of Life.